# Alessandro D’Errico

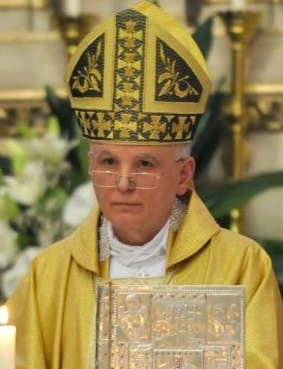
Alessandro D’Errico in Sarajevo im Jahr 2012

Erzbischofswappen von Alessandro D’Errico

Alessandro D’Errico (* 18. November 1950 in Frattamaggiore, Provinz Neapel, Italien) ist ein italienischer Geistlicher, römisch-katholischer Erzbischof und Diplomat des Heiligen Stuhls.

## Leben
Nach dem Studium der Katholischen Theologie und Philosophie empfing D’Errico am 24. März 1974 das Sakrament der Priesterweihe. Ab 1977 war er Mitarbeiter mehrerer Nuntiaturen, unter anderem in Thailand.
Papst Johannes Paul II. ernannte ihn am 14. November 1998 zum Titularerzbischof von Hyccarum und zum Apostolischen Nuntius in Pakistan und spendete ihm am 6. Januar 1999 im Petersdom die Bischofsweihe. Am 21. November 2005 ernannte ihn Papst Benedikt XVI. zum Apostolischen Nuntius in Bosnien-Herzegowina und am 17. Februar 2010 zusätzlich zum Nuntius in Montenegro, am 21. Mai 2012 schließlich zum Nuntius in Kroatien.
Papst Franziskus ernannte ihn am 27. April 2017 zum Apostolischen Nuntius in Malta. Am 10. Juni 2017 wurde er zusätzlich zum Apostolischen Nuntius in Libyen ernannt. Am 30. April 2022 nahm Papst Franziskus seinen Rücktritt von diesen Ämtern an.